# Лесколово

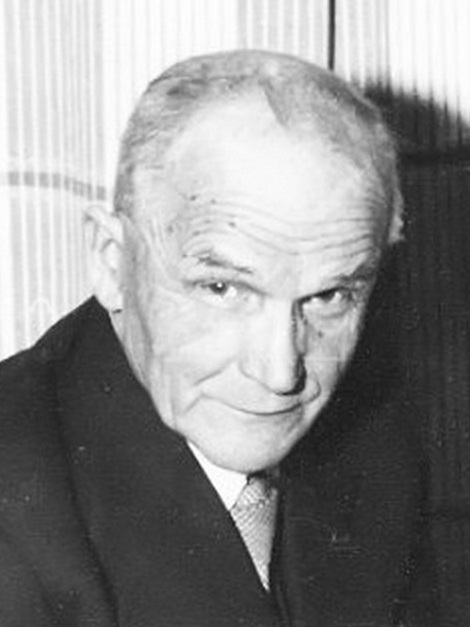
Юкка Тирранен

Ле́сколово (фин. Lieskola, Lieskula) — деревня в Лесколовском сельском поселении Всеволожского района Ленинградской области.

## История
Под названием Лыпосово упоминается на карте Санкт-Петербургского уезда 1792 года.
Как деревня Лесколова она упоминается на «карте окружности Санкт-Петербурга» 1810 года.
В 1825 году деревня состояла в числе населённых пунктов приписанных к приходу Александро-Невской церкви в Матоксе Шлиссельбургского уезда и имела название Лескюри. В этот период она принадлежала князю С. Ю. Урусову, вице-губернатору Санкт-Петербурга в 1813—1818 годах.
На топографической карте Ф. Ф. Шуберта 1834 года носит уже современное название.
В пояснительном тексте к этнографической карте Санкт-Петербургской губернии П. И. Кёппена 1849 года деревня названа Lieskula (Лесколова) и указано количество её жителей на 1848 год: эвремейсов — 30 м. п., 40 ж. п., финнов — 6 м. п., 10 ж. п., всего 86 человек.

ЛЕСКОЛОВО — деревня наследников тайного советника Лошкарёва, по просёлочной дороге, 15 дворов, 36 душ м. п. (1856 год)

В середине XIX века владельцы усадьбы в Лесколово разбили фруктовый сад и пейзажный парк, создали различные по форме пруды.
Согласно «Топографической карте частей Санкт-Петербургской и Выборгской губерний» в 1860 году деревня Лесколова насчитывала 15 дворов. В ней располагались: школа, пасторат и мыза Матвеевка господина Стальфона.

ЛЕСКОЛОВО — деревня владельческая при колодцах; 14 дворов, жителей 60 м. п., 57 ж. п. (1862 год)

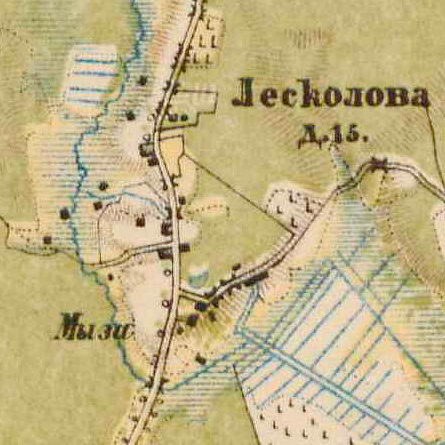
План деревни Лесколово. 1885 год

В 1885 году, согласно карте окрестностей Петербурга, деревня насчитывала 15 крестьянских дворов и мызу. Сборник же Центрального статистического комитета описывал деревню так:

ЛЕСКОЛОВА — деревня бывшая владельческая Лемболовской волости, дворов — 16, жителей — 90; лавка. (1885 год).

22 июня 1889 года в деревне родился Юкка Тирранен, ставший в 1920 году командиром Северо-Ингерманландского полка и председателем Временного комитета Северной Ингерманландии — правительства кратковременного государственного образования Республика Северная Ингрия.
За последующие годы население деревни значительно выросло:

ЛЕСКОЛОВО — деревня Куйвозовского сельского общества при Куйвозовской (Гарболовской) земской дороге, 23 двора, 79 м. п., 80 ж. п., всего 159 чел., школа, мелочная лавка, кузница. (1896 год)

В 1898 году в деревне открылась земская школа. Учителем в ней работал П. Пулин.
В конце XIX — начале XX века деревня административно относилась к Куйвозовской волости 4-го стана Санкт-Петербургского уезда Санкт-Петербургской губернии. Население деревни было однородным — финским.

ЛЕСКОЛОВО — селение Куйвозовского сельского общества Куйвозовской волости, число домохозяев — 21, наличных душ: 63 м. п., 63 ж. п.; Количество надельной земли — 172 десятин, лесного надела — нет. (1905 год)

В 1908 году в деревне проживали 140 человек из них 9 детей школьного возраста (от 8 до 11 лет).
В 1913 году Лесколово перешло во владение профессора Николая Александровича Вельяминова.
В 1920-е годы деревня вошла в состав вновь образованного Лесколовского сельсовета с административным центром в Верхних Осельках.
Согласно переписи населения СССР 1926 года:

ЛЕСКОЛОВО — деревня Лесколовского сельсовета Куйвозовской волости Ленинградского уезда, 50 хозяйств, 235 душ.

Из них: русских — 21 хозяйство, 97 душ (53 м. п. и 44 ж. п.); ингерманландцев — 26 хозяйств, 129 душ (57 м. п. и 72 ж. п.); суоми — 2 хозяйства, 6 душ (2 м. п. и 4 ж. п.); поляков — 1 хозяйство, 3 души (1 м. п. и 2 ж. п.). (1926 год)

В том же 1926 году был организован Лесколовский финский национальный сельсовет, население которого составили: финны — 1312, русские — 605, другие нац. меньшинства — 44 человека. В состав Лесколовского сельсовета по данным переписи 1926 года входили: деревни Аньялово, Гапсарь, Екатериновка, Кискелево, Лесколово, Ойналово, Оссельки, Тиррази, Халози; ж. д. станция и казарма Пери, казарма и полуказарма на 1-й версте от ст. Пери: ж. д. будки на 1-й, 2-й и 3-й версте от станции Пери. Сельсовет находился в составе Куйвозовской волости Ленинградского уезда.
Но к лету 1927 года население сельсовета (9 деревень, 242 двора) резко уменьшилось: финны — 727, русские — 484, белорусы — 7 человек. По данным обследования, проведённого летом 1927 года ЛОИКФУН, деревня Лесколово насчитывала 48 дворов, где проживали: 165 финнов и 57 русских.
В 1930-е годы в деревне Лесколово был организован финский колхоз «Säde» («Луч»).
По административным данным 1933 года в Лесколовский сельсовет Куйвозовского финского национального района входили: деревни Аньялово, Екатериновка, Гапсары, Кискелово, Лесколово, Ойналово, Верхние Осельки, Нижние Осельки, Рохма, Тиррози, Халози; выселки Луна, Който, Уси-Тие общей численностью населения 1808 человек.
По административным данным 1936 года центром Лесколовского сельсовета Токсовского района являлась деревня Нижние Осельки. В сельсовете было 11 населённых пунктов, 461 хозяйство и 9 колхозов.
Национальный сельсовет был ликвидирован весной 1939 года.
Согласно переписи населения СССР 1939 года:

ЛЕСКОЛОВО — деревня Лесколовского сельсовета Парголовского района, 233 чел. (1939 год)

Деревня Лесколово на карте 1939 года

Согласно топографической карте РККА 1939 года деревня насчитывала 38 дворов. В 1940 году деревня также насчитывала 38 дворов.
До 1942 года — место компактного проживания ингерманландских финнов.
В годы войны в деревне располагался полевой подвижный госпиталь № 94.
В 1958 году население деревни составляло 400 человек.
По данным 1966 года деревня Лесколово также являлась административным центром Лесколовского сельсовета.
По данным 1973 и 1990 годов административным центром Лесколовского сельсовета являлась деревня Верхние Осельки. В состав сельсовета входили 12 населённых пунктов: деревни Аньялово, Верние Осельки, Гапсары, Кискелово, Лесколово, Лехтуси, Нижние Осельки, Рохма, Хиттолово; посёлок Осельки; посёлки при станции Осельки и Пери, общей численностью населения 7557 человек.

## География
Деревня расположена в северной части района на автодороге 41К-012 (Скотное — Приозерск) в месте примыкания к ней автодороги 41К-308 (подъезд к дер. Кискелово).
Расстояние до административного центра поселения — 3 км. Расстояние до районного центра — 70 км.
На западной окраине посёлка Лесколово расположена железнодорожная платформа 39-й километр (Приозерское направление).
Через деревню протекает ручей Сумосоя — левый приток реки Авлога.

## Демография
| 1848  | 1862  | 1896  | 1905  | 1926  | 1939  | 1958  |
| ----- | ----- | ----- | ----- | ----- | ----- | ----- |
| 86    | ↗117  | ↗159  | ↘126  | ↗235  | ↘233  | ↗400  |
| 1997  | 2002  | 2007  | 2010  | 2013  | 2017  | 2021  |
| ↗4074 | ↘4059 | ↗4084 | ↗4279 | ↗4687 | ↗5019 | ↘4638 |

По данным 1990 года в состав Лесколовского сельсовета входили 12 населённых пунктов: деревни Аньялово, Верхние Осельки, Гапсары, Кискелово, Лесколово, Лехтуси, Нижние Осельки, Рохма, Хиттолово; посёлок Осельки; посёлки при станции Осельки и Пери, общей численностью населения 7557 человек. Административным центром сельсовета была деревня Верхние Осельки (1072 чел.).
В 1997 году в деревне проживали 4074 человека, в 2002 году — 4059 человек (русских — 87 %), в 2007 году — 4084.
По данным администрации МО «Лесколовское сельское поселение», на 01.01.2010 г. в деревне Лесколово проживали 4197 человек и 158 человек без регистрации. По данным Всероссийской переписи населения 2010 года, на 14 октября 2010 года в деревне Лесколово проживали 4279 человек.

### Национальный состав
Согласно данным Всероссийской переписи населения 2021 года в деревне проживали 4638 человек, из них:
 русские 4241, украинцы — 25, белорусы — 24, марийцы — 13, татары — 10, осетины — 9, чуваши — 8, финны — 9, узбеки — 7, чеченцы — 6, азербайджанцы — 4, мордва — 4, евреи — 3, поляки — 3, казахи — 2, латыши — 2, литовцы — 2, аварцы — 1, башкиры — 1, карачаевцы — 1, коми — 1, молдаване — 1, немцы — 1, таджики — 1, другие национальности — 62 человека, остальные национальность не указали.

## Транспорт
В деревне находится остановочный пункт Приозерского направления Октябрьской железной дороги — железнодорожная платформа Лесколово, сооружённая в 1992 году (ранее, проживающие в Лексолово пользовались станцией Пери, до/от которой шли пешком или ехали на автобусе).
Через деревню Лесколово проходят автобусные маршруты:
- № 619 (Гарболово —  «Девяткино»)
- № 622 (Гарболово — платформа Всеволожская)
- № 675Г (Гарболово —  «Проспект Просвещения»).

## Инфраструктура
- Скейт-парк

## Религия
- Церковь Смоленской иконы Божией Матери (2012)[49]
- Церковь евангельских христиан (2015)[50]

## Достопримечательности
- Оставшийся от имения заросший прямоугольный пруд, в центре которого образовался такой же прямоугольный островок

## Известные жители
- Столяров, Валерий Викторович (1971) — российский двоеборец, бронзовый призер Олимпийских игр 1998.
- Юрлова, Екатерина Викторовна (1985) — российская биатлонистка, чемпионка мира 2015[51].

## Улицы
1-й Тупик, 2-й Тупик, 3-й Тупик, 4-й Тупик, Дворцовая, Запрудная, Зелёная, Каменная, Кольцевая, Красноборская, Лесная, Малая Запрудная, Спортивная, Фабричная, Фабричный переулок, Центральная, Центральный переулок.